# 十王剑之谜
《十王剑之谜》是一款由萬代制作和发行的平台游戏。本游戏于1987年2月27日在日本地区FC游戏机发行。
玩家控制的角色名为桥本。游戏共分为六个关卡，大部分游戏类型为平台动作类。桥本的武器为回力镖，可以向敌人投掷。游戏有时会有一个小问答，玩家如果回答正确，可以获得额外分数。